# Kebun Teluk Panji
Kebun Teluk Panji is een bestuurslaag in het regentschap Labuhan Batu Selatan van de provincie Noord-Sumatra, Indonesië. Kebun Teluk Panji telt 7479 inwoners (volkstelling 2010).